# Třída Birkenhead
Třída Birkenhead byla třída lehkých křižníků Royal Navy. Byla to poslední z pěti tříd křižníků souhrnně označovaných jako třída Town. Celkem byly postaveny dvě jednotky této třídy. Původně byly objednány řeckým námořnictvem a po vypuknutí první světové války byly převzaty britským námořnictvem. Po válce o ně Řecko již nemělo zájem a proto byly roku 1921 vyřazeny.

## Stavba
Po skončení balkánských válek navrhl velitel řeckého námořnictva Mark Kerr jeho posílení o moderní plavidla sloužící k obraně země a jejího námořního obchodu. Požadoval torpédoborce a ponorky, doplněné o průzkumné letouny a krycí síly v podobě lehkých křižníků. Jeho záměry se naplnily jen částečně, neboť řecká vláda dala přednost objednání bitevních lodí Salamis (v Německu) a Vasilefs Konstantinos (ve Francii). Dokončení obou zabránilo vypuknutí války. Alespoň částečným naplněním Kerrova plánu byla britskému konsorciu Coventry Syndicate zadaná objednávka na dva lehké křižníky a čtyři torpédoborce, které byly po vyuknutí války odkoupeny Brity jako třída Medea. Křižníky byly upravenou verzí britské třídy Chatham, přičemž hlavní změnou bylo použití lehčích 140mm kanónů, namísto obvyklé ráže 152 mm. Dvojici křižníků Antinavarhos Kontouriotis a Lambros Katsonis rozestavěla roku 1914 britská loděnice Cammell Laird v Birkenheadu. Po vypuknutí první světové války britské královské námořnictvo potřebovalo posílit o nová plavidla, a proto roku 1915 obě plavidla získalo. Do služby byly křižníky přijaty v letech 1915–1916.
Jednotky třídy Birkenhead:
| Jméno                                     | Loděnice                  | Založení kýlu   | Spuštěna         | Vstup do služby | Poznámka              |
| ----------------------------------------- | ------------------------- | --------------- | ---------------- | --------------- | --------------------- |
| Birkenhead (ex Antinavarhos Kontouriotis) | Cammell Laird, Birkenhead | 27. března 1914 | 18. ledna 1915   | květen 1915     | Prodán do šrotu 1921. |
| Chester (ex Lambros Katsonis)             | Cammell Laird, Birkenhead | 7. října 1914   | 8. prosince 1915 | květen 1916     | Prodán do šrotu 1921. |

## Konstrukce

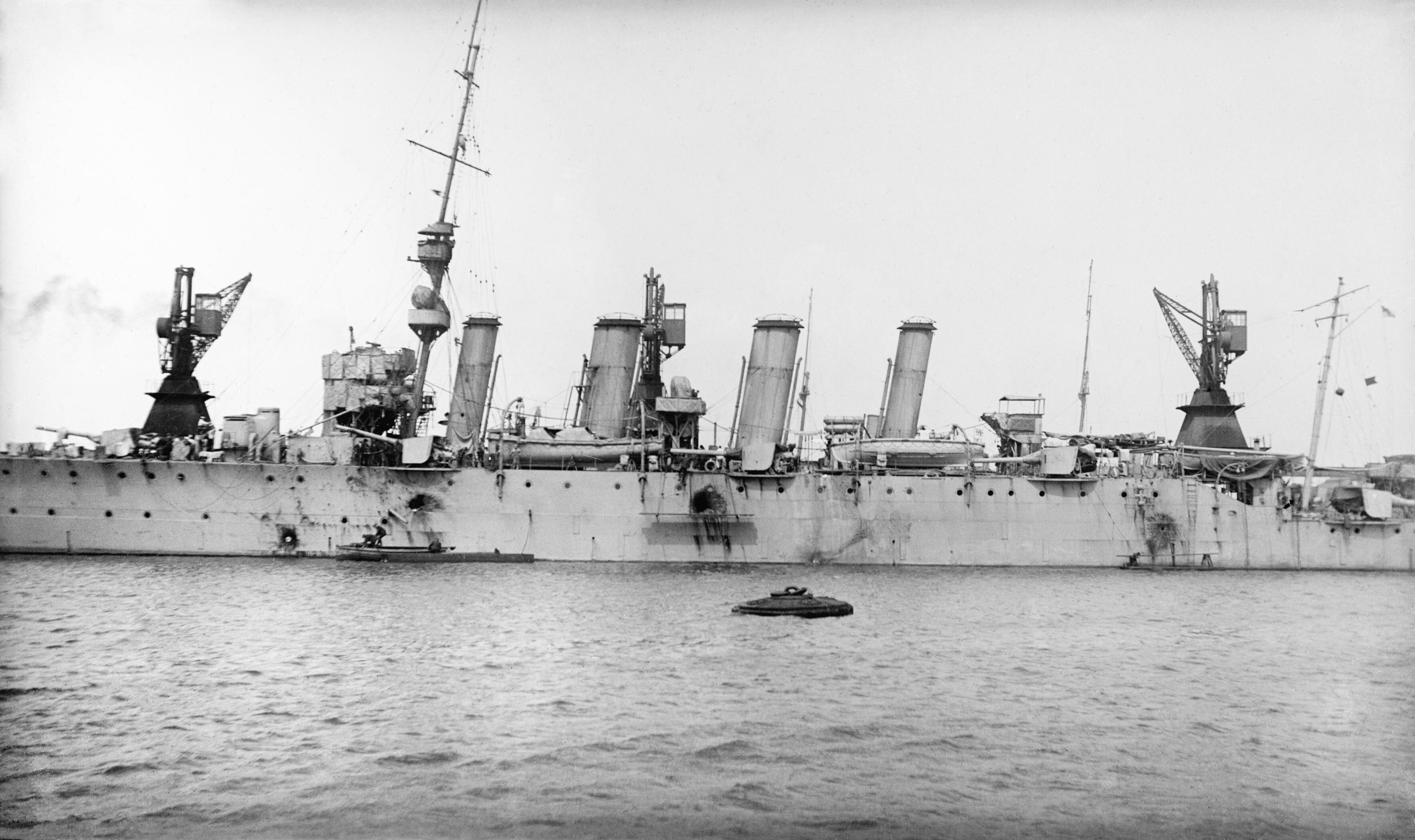
Poškozený HMS Chester po bitvě u Jutska

Oba křižníky se mírně lišily svým výtlakem, rozměry a pohonným systémem, díky čemuž byl Chester o jeden uzel rychlejší. Část boků chránil 76mm pancéřový pás. Dále byly křižníky vybaveny 26mm pancéřovou palubou a chráněn byl také můstek. Výzbroj představovalo deset 140mm/50 kanónů BL Mk.I, jeden protiletadlový 76mm kanón (ten nahradil původně zamýšlenou dvojici protiletadlových 47mm kanónů) a dva 533mm torpédomety. Pohonný systém tvořilo dvanáct kotlů Yarrow a čtyři parní turbíny Parsons o výkonu 25 000 shp (Chester 31 000 shp), pohánějící čtyři lodní šrouby. Nejvyšší rychlost dosahovala 25,5 uzlu (Chester 26,5 uzlu).

### Modifikace
Roku 1916 byly oba křižníky vybaveny novým trojnožkovým stožárem. Birkenhead byl roku 1918 na přídi vybaven plošinou pro start letounů a na zádi vybavením pro vypouštění balónu.

## Osudy

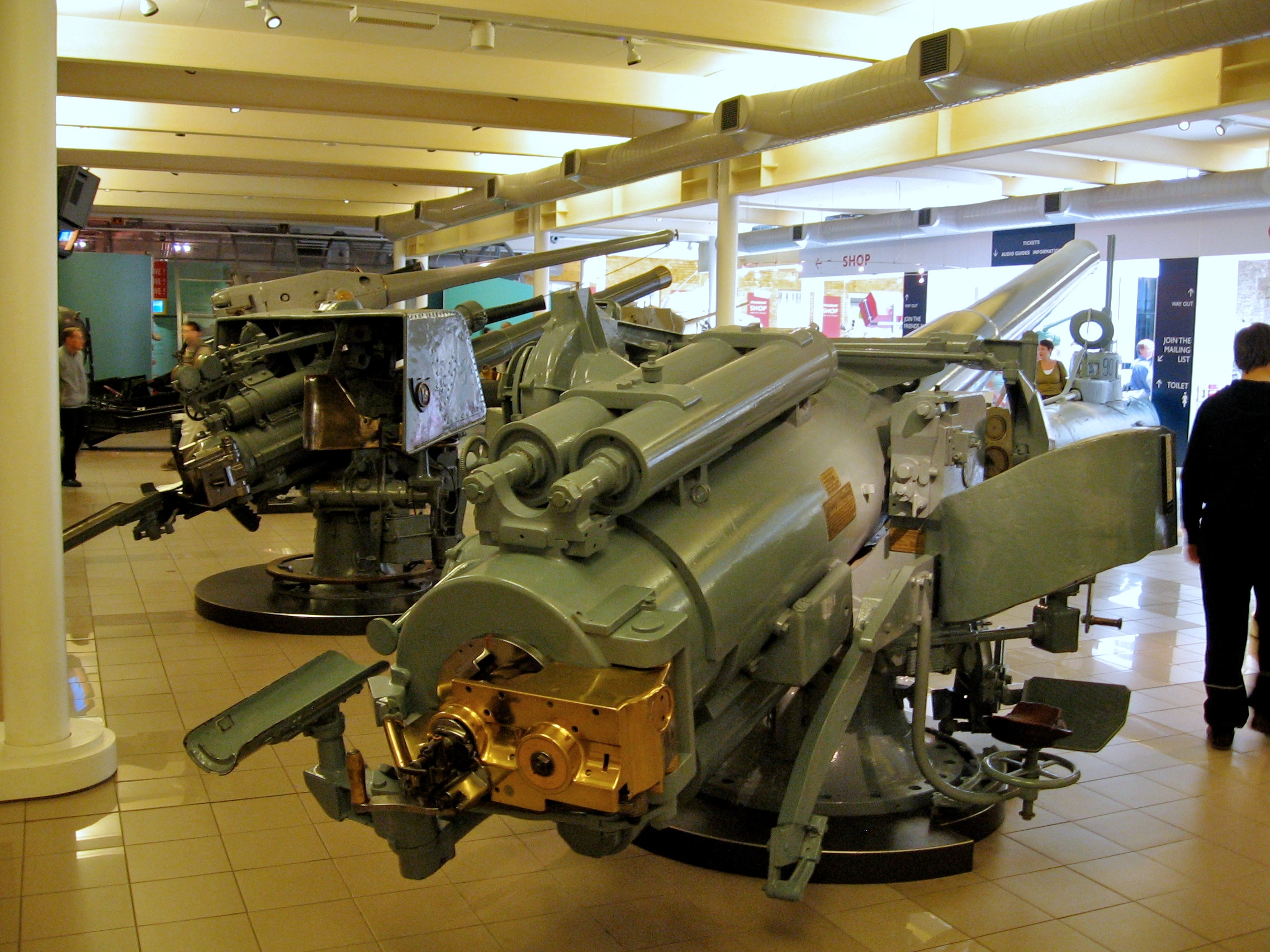
140mm dělo obsluhované Jackem Cornwellem v bitvě u Jutska je dnes vystaveno v londýnském Imperial War Museum.

Obě lodi byly nasazeny na přelomu května a června 1916 v bitvě u Jutska. Chester se v bitvě střetl s trojicí německých lehkých křižníků a nalákal je před hlavně britských bitevních křižníků, jež následně potopily SMS Wiesbaden. Sám Chester přitom byl sedmnáctkrát zasažen a utrpěl ztrátu 35 mrtvých a 42 raněných. Po bitvě byl Jack Cornwell, šestnáctiletý námořník z Chesteru, posmrtně vyznamenán Viktoriiným křížem. Jako poslední přeživší z přední dělové věže totiž, přes svá těžká zranění, pokračoval v palbě. Zemřel druhý den po konci bitvy.
Oba křižníky válku přečkaly, roku 1919 byly přesunuty do rezervy a v květnu 1920 vyřazeny. Oba byly nabídnuty Řecku, které o ně však již nemělo zájem. Proto byly roku 1921 prodány do šrotu.